# Antonio Giagu Demartini
Antonio Giagu Demartini (Thiesi, 17 de març de 1925 – Sàsser, 4 de novembre de 2006) fou un polític sard. Militant històric de la Democràcia Cristiana Italiana, participà en l'anomenada revolució dels joves turcs que va permetre el 1956 l'elecció de Francesco Cossiga com a secretari de la província de Sàsser de la DCI.
Fou escollit conseller regional a les eleccions regionals de Sardenya de 1961, i ocupà el càrrec fins al 1987. Endemés, ha estat president de Sardenya el 1970-1972 i el 1972-1973. A les eleccions legislatives italianes de 1987 fou escollit senador, càrrec que va ocupar fins al 1994. També fou sotsecretari d'estat del tresor amb Giuliano Amato (1992) i de defensa amb Carlo Azeglio Ciampi (1993). Retirat de la política, va morir a Sàsser després d'una llarga malaltia.
| Precedit per: Lucio Abis            | President de Sardenya 1970 - 1972 | Succeït per: Pietro Soddu     |
| Precedit per: Salvator Angelo Spano | President de Sardenya 1972 - 1973 | Succeït per: Giovanni Del Rio |